# Atzbach
Atzbach je obec v rakouské spolkové zemi Horní Rakousy, v okrese Vöcklabruck.
K 1. lednu 2013 zde žilo 1 166 obyvatel.